# Екшн-фігурка
Екшн-фігурка (англ. Action figure) — колекційна фігурка, зазвичай виготовлена з пластмаси. Найчастіше є персонажем фільму, коміксу, комп'ютерної гри тощо. Багато екшн-фігурок випускаються серіями та є предметом колекціонування. Такі фігурки спочатку призначалися для дітей, але з часом ринок переорієнтувався на дорослих колекціонерів.
Своїй назві (від англ. Action — дія) іграшка зобов'язана системі шарнірів (аналогічної анатомічним суглобам), які в порівнянні зі статичними іграшками дозволяють екшн-фігурці приймати різні пози. Крім того, іграшка зазвичай дозволяє змінити предмет (наприклад, зброя) в руках фігурки, а в деяких моделях одяг або навіть частини тіла. Окремі моделі можуть представляти збірні конструктори.
Існують також не розфарбовані (для самостійного фарбування) і / або «голі» (тільки тіло) моделі.

## Історія

### 1960-1970-ті
Сам термін з'явився в 1964 році. Екшн-фігурками свою серію «Солдат Джо» (G.I. Joe) назвала американська компанія Hasbro. Колекція складалася з одинадцятидюймових (близько 27 см) статуеток і створювалася для дітей. У фігурок були рухомі частини, змінні тканинні костюми та аксесуари, за допомогою яких створювалися ігрові сюжети. Hasbro одночасно з тим почали просувати свою ліцензію на виробництво фігурок на міжнародному ринку. Ліцензія поширювалася на основні лінійки фігурок героїв, ідентичних виробленим в США, але які мали свої додаткові аксесуари.
У 1971 році корпорація Mego представила власну лінійку екшн-фігурок за ліцензіями видавців коміксів: DC і Marvel. Фігурки, засновані на образах супергероїв, стали хітом для свого часу і пізніше знайшли колекційну цінність.
У 1977 році компанія Kenner, яка витіснила Mego, отримала ліцензію на свіжий блокбастер «Зоряні війни» (Star Wars). Вони вивели на ринок різноманітні тематичні екшн-фігурки, які зменшилися в розмірі до 8-10 см. Завдяки швидкому зростанню популярності «Зоряних воєн» ринок екшн-фігурок поступово стає другим за значущістю джерелом доходу для голлівудських кіностудій. Його обсяги вимірювалися в мільярдах доларів.

### 1980-1990-ті
У 1980-ті роки ринок екшн-фігурок розрісся до неймовірних розмірів, з'являлися герої таких популярних франшиз, як «Повелителі Всесвіту» (англ. Masters of the Universe), «Солдат Джо» (англ. GI Joe), «Громокішки» (англ. Thunder Cats) і багато інших. Розширювалася спільнота колекціонерів, які збирали фігурки та зберігали їх в непошкодженому оригінальному пакуванні. Разом з тим ринок екшн-фігурок прийшов до перенасичення пропозицій. Наприклад, одна з найпопулярніших лінійок по «Черепашках-ніндзя» (англ. Teenage Mutant Ninja Turtles) була проведена в таких кількостях, що вартість більшості екшен-фігурок не перевищувала і двох доларів.
В середині 1990-х, після повторного релізу «Зоряних воєн» і появи популярного коміксу і мультсеріалу «Спаун» (Spawn), ринок фігурок переорієнтувався з дитячої на підліткову та більш дорослу аудиторію колекціонерів.

### Після 2000 року
В кінці 1990-х індустрія екшн-фігурок кардинально змінилася завдяки приходу McFarlane Toys і NECA, які видали фігурки відомих кіноперсонажів, музикантів і спортсменів в новому семидюймовому форматі (близько 18 см). Цей формат в результаті став золотою серединою для екшн-фігурок. А лінійку фігурок супергероїв за коміксами DC і Marvel оновили компанії DC Collectibles, Diamond Select Toys та інші.
Орієнтуючись тепер уже на дорослу аудиторію колекціонерів, ринок фігурок замінив масове виробництво на лімітовані тиражі. Цей абсолютно новий формат задали з'явилися в середині 2000-х Hot Toys, Sideshow Collectibles і Enterbay. Цей крок підвищив рівень фігурок до якості музейних експонатів, виконаних тепер уже вручну з неймовірною фото реалістичністю осіб, що володіють портретною схожістю з акторами або історичними персонажами. Найчастіше статуетки та фігурки одягалися в автентично пошиті тканинні костюми. Крім того, колекціонери отримали можливість вибирати формати: фігурки проводилися в форматах 1/12 (близько 15 см), 1/6 (близько 30 см), 1/4 (близько 45 см), 1/3 (близько 60 см).

## Виробництво
Фігурки найчастіше виробляються з високоякісного пластику (АБС), а для відтворення елементів костюма використовується прогумований пластик або тканинні матеріали. Фарбування здійснюється емалевими фарбами. Іноді додатково застосовуються електронні компоненти для світлових (LED) або звукових ефектів. Пізніше деяким екшн-фігуркам, яким було потрібно відтворити автентичну броню або залізні елементи, стали додавати металеві деталі (die-cast).

## Система шарнірів
Зазвичай іграшка (гуманоїдної форми) має наступні шарніри:
- головний (шийний) — поворот і нахил голови;
- поясний — поворот і нахил тулуба;
- плечовий, ліктьовий і кистьовий;
- тазостегновий, колінний і п'ятковий.

Залежно від моделі деякі шарніри можуть бути видалені або спрощені (з кульового на циліндричний) або навпаки можуть бути додані додаткові шарніри (пальцеві).